# In the Land of Upsidedown
In the Land of Upsidedown è un cortometraggio muto del 1909. Il film, di cui non si conoscono altri dati, appare come uno dei primi prodotti dalla Lubin Manufacturing Company di Siegmund Lubin.

## Produzione
Il film fu prodotto dalla Lubin Manufacturing Company.

## Distribuzione
Distribuito dalla Lubin Manufacturing Company, il film uscì nelle sale cinematografiche USA nel gennaio 1909.